# As One - Chapter Four
As One - Chapter Four è il quarto album della band power metal tedesca Metalium, uscito nel 2004

## Tracce
1. Astral Avatar – 1:30
2. Warrior – 3:57
3. Pain Crawles In The Night – 4:27
4. Find Out – 6:29
5. No One Will Save You – 4:46
6. Meaning Of Light – 1:22
7. Illuminated (Opus One) – 9:45
8. Meaning Of Light (Reprise) – 1:04
9. Athena – 4:46
10. Power Strikes The Earth – 5:44
11. Screaming In The Darkness (European Bonus) – 5:19
12. Goddess Of Love And Pain – 4:45
13. As One (Finale) – 6:00

## Formazione
- Henning Basse - voce
- Matthias Lange - chitarra
- Michael Ehré - batteria
- Lars Ratz - basso